# Adesmia resinosa
Adesmia resinosa (Phil. ex Reiche) Phil. ex Dyer, è una pianta della famiglia delle Fabacee, endemica del Cile.

## Descrizione
Un esemplare di Adesmia resinosa ha dai 3 ai 5 tronchi principali con diametro fino a 15 cm.
Essa produce fiori di dimensioni medie di colore giallo in pannocchie.

## Distribuzione
L'areale della specie è ristretto al Cile centrale.